# Azud de la Acequia de Fabara
El azud de la acequia de Fabara se encuentra en el viejo cauce del río Turia, al final del término municipal de Cuart de Poblet, cerca del de Mislata. Está catalogado como Bien de interés cultural, y según los datos proporcionados por la Dirección General de Patrimonio Cultural de la Consejería de Turismo, Cultura y Deportes  de la Generalidad Valenciana, con número de anotación ministerial RI-51-0011245.

## Descripción histórica
Poner fecha de construcción para los azudes es difícil y en la mayoría de los casos existe una muy escasa información que permita la datación con fiabilidad. Esto se une al hecho de ser elementos en constante modificación, reparación y mantenimiento, para conseguir un correcto estado para su buen uso.
El nuevo trazado del cauce del río Turia, iniciado con el llamado Plan Sur, modificó considerablemente el recorrido de la acequia. Primero fue inutilizado y acabó enterrado bajo 8 metros de cascotes, al aterrarse toda esta parte del río viejo. Hoy día no se conoce la localización exacta por la gran transformación del entorno, sobre todo tras la conversión del antiguo cauce del Turia en Jardín urbano, lo cual llevó a cabo la desconexión entre los dos brazos del río, evitando de este modo el paso del agua por el mentado cauce, lo que supuso la pérdida de los antiguos azudes. En concreto los cuatro últimos azudes correspondientes a las acequias de Fabara, Rascaña, Rovella y del Oro han dejado de utilizarse siendo sustituidos por otros de nueva factura denominando al Azud del Repartiment. Este azud está ubicado junto al núcleo de Cuart de Poblet, justo en el punto donde se separa el cauce tradicional del río Turia del nuevo cauce construido según el Plan Sur. Las acequias captan el agua en el mismo punto aunque varían el nivel de distribución manteniendo sustancialmente las zonas y áreas de influencia que cada una tenía.
La de Fabara es una de las acequias que más han sufrido variaciones en su trazado, por las obras del citado Plan Sur,  dividiéndose la acequia en dos tramos, uno al norte del mismo, que llega hasta el Molino de la Closa y otro al sur del nuevo cauce. Pese a todo, dado que la acequia de Fabara es una de las de mayores dimensiones, recorrido y perímetro de riego de la Vega de Valencia, ha contribuido, conjuntamente a su corta distancia de la ciudad histórica, a que haya acumulado un considerable patrimonio arquitectónico hidráulico.